# Brachypelma emilia
Brachypelma emilia (лат.) — вид наземного птицееда, эндемик Мексики. Как и красноколенный птицеед[прояснить], это послушный птицеед и популярен в торговле домашними животными. Он медленно растёт, и, как и многие птицееды, самки могут жить десятилетиями.

## Описание
Птицеед эмилия, также известная как красноногий тарантул, имеет тело тёмного цвета со вторым суставом его ног, являющимся розовым, красным или оранжевым. Его панцирь светлого цвета с характерным чёрным треугольником спереди. После линьки цвета становятся более выраженными.
Взрослая самка имеет тело длиной около 65 мм с размахом ног 12,5 см и весом от 15 до 16 г.

## Сохранение
Все виды Brachypelma были включены в Приложение II CITES в 1994 году, что ограничивает торговлю. Тем не менее, большое количество тарантулов, пойманных в дикой природе, продолжают контрабандой вывозиться из Мексики, включая виды Brachypelma.

## Размножение
Размножаются редко. Нельзя предугадать как гибель самца, так и сроки, через которые самка может создать кокон. Обычно это происходит через 2-8 месяцев. Но кокон самка может и не создавать, а просто отложить яйца в естественном укрытии.